# Плакида из Субиако
Плакида — святой из Субиако. День памяти — 5 октября.

## Биография
Святой Плакида был учеником святого Бенедикта. Сын патриция Тертулла, он был привезён ребёнком к Бенедикту в Субиако и посвящён Богу, как это предусмотрено в главе 69-й правила святого Бенедикта.
Здесь же произошёл инцидент, описанный святым Григорием Великим («Диалоги», II и VII), когда его спас от утопления собрат-монах, святой Мавр. По благословению святого Бенедикта тот побежал по поверхности озера неподалёку от монастыря и доставил Плакиду к берегу.
О дальнейшей жизни Плакиды ничего не известно, но в древней Псалтири (psalterium) из Валломброза его имя встречается в Литании всем Святых среди имён исповедников, сразу после святых Бенедикта и Мавра.
Плакида почитается вместе со святым Мавром 5 октября. Он почитается сопокровителем Мессины вместе с Пресвятой Богородицей, а также покровителем коммун Бьянкавилла, Кастель-ди-Лучо, Монтекаротто и Поджо-Империале. В воскресенье после праздника Святого Креста память святого празднуется выходцами из города Санто-Стефано-ди-Камастра.